# Malonaqen
Malonaqen (também grafado: Malenaqen, Melanaqan) foi o Décimo Terceiro Rei da Dinastia Napata do Reino de Cuxe que governou de 555 a 542 a.C., foi o sucessor de Aramatelqo. Após seu entronamento tomou o nome real de Sechemkare (Ra tem o espírito poderoso). 

## Histórico
Malonaqen foi filho de Aramatelqo e de sua segunda esposa Amanitakaye. 
Em seu reinado, provavelmente terminou a transição da capital de Napata para Meroé. O governo de Malonaqen foi pacífico e próspero principalmente porque no Egito continuava o longo reinado de Amósis II (570 - 526 a.C.) que restaurou as relações políticas e comerciais com o reino de Cuxe.
Foram descobertas em Meroé em 1911 por John Garstang oito fragmentos de inscrições provenientes de um templo na área M 294. Por suas características estes fragmentos faziam parte de uma mesma inscrição que emoldurava a entrada do templo. Um dos fragmentos continha o selo de Malonaqen, indicando que o templo foi construído por ele. Essas inscrições são fragmentárias demais para serem reconstruídas em qualquer ordem significativa. No entanto, elas seguem estereótipos bem conhecidos dos templos de Egito e Napata, palavras individuais suficientes são preservadas para dar sentido ao conteúdo, que parece ser o discurso do deus Ámon para o rei Malonaqen. O deus parece estar confirmando o poder e domínio real do rei, oferecendo vitória sobre seus inimigos, bem como garantias tradicionais para uma longa vida e reinado. Estas inscrições podem estar relacionadas com as celebrações do festival de Ano Novo, uma vez que esta celebração representava a renovação anual do poder real,  ou mesmo as festividades da coroações de Malonaqen.  Além da construção do templo em seu nome (M 294) Malonaqen foi responsável pela reforma do Grande Templo de Ámon em Moroé construído por Sencamanisquem (r. 640 – 620 a.C.). 
Malonaqen morreu em 542 a.C., foi enterrado na Necrópole de Nuri na piramide Nº 5. Sua viúva também foi enterrada nessa necrópole na piramide N° 45. Após sua morte foi sucedido por seu filho Analmaaye. 